# Paper Mario: The Origami King
Paper Mario: The Origami King – gra fabularna wydana przez Nintendo na konsolę Nintendo Switch. Jest to szósta gra z serii Paper Mario. Historia opowiada o tym, jak Mario i jego przyjaciele wyruszają w podróż, aby zapobiec przekształceniu Mushroom Kingdom w origami. Aby to zrobić, Mario musi uwolnić zamek od pięciu „streamerów” z całego Królestwa.
Gra została stworzona z zamiarem wprowadzenia innowacji w serii i dostarczenia graczom nowych wrażeń. Zaproponowano origami i konfetti jako sposób na wdrożenie koncepcji papierowych w nowy sposób. Twórcy zmienili też tradycyjną rozgrywkę na format otwartego świata, wykorzystując postacie bezpośrednio związane z serią Mario. Ponieważ nie byli w stanie zadowolić wszystkich fanów, twórcy wymyślili nowe pomysły, by utworzyć nowe doświadczenia inne od poprzednich gier z serii. Gra została opublikowana 17 lipca 2020 roku.

## Przyjęcie
Paper Mario: Origami King otrzymał „ogólnie pozytywne recenzje”, według agregatora recenzji Metacritic. Strona obliczyła ocenę 80/100 na podstawie 116 recenzji. Edge dało grze 8/10, remisując z Othercide o najwyżej oceniany tytuł tygodnia w sierpniu 2020 roku. 

### Sprzedaż
Origami King pojawiło się na drugim miejscu w Wielkiej Brytanii, za Ghost of Tsushima. Była to druga najlepiej sprzedająca się gra w ciągu pierwszego tygodnia sprzedaży w Japonii, sprzedano ponad 100 tys. egzemplarzy. Gra zajęła 3. miejsce na liście NPD w lipcu 2020 r., ustanawiając rekord sprzedaży w miesiącu premiery serii i podwojenie sprzedaży fizycznej premiery Paper Mario: The Thousand-Year Door w USA. Do września 2020 r. gra osiągnęła sprzedaż w liczbie prawie 3 milionów egzemplarzy i stała się najszybciej sprzedającą się grą z serii.